# Ла Шо дьо Фон
За едноименният окръг вижте Ла Шо дьо Фон (окръг).
Ла Шо дьо Фон (на френски: La Chaux-de-Fonds) е град в Западна Швейцария, кантон Ньошател. Главен административен център е на едноименния окръг Ла Шо дьо Фон.
Разположен е на около 1000 m надморска височина на около 5 km източно от френската граница и на около 15 km западно от кантонния център град Ньошател. Население 36 713 жители към 31 декември 2008 г.
Център на часовникарската промишленост на Швейцария, поради което е включен в Списъка на световното наследство на ЮНЕСКО. Железопътен възел, има летище.

## История
Ла Шо дьо Фон е основан през 1350 г.

## Спорт
Представителният футболен отбор на града се казва ФК Ла Шо дьо Фон.

## Личности
Родени
- Луи Шевролет - (1878-1941), швейцарски и американски автомобилен пилот, механик и съосновател на американската автомобилна компания "Chevrolet Motor Car Company "(1911 г.)
- Льо Корбюзие (1887-1965), швейцарски архитект
- Блез Сандрар (1887-1961), швейцарски писател и поет

## Фотогалерия
- Зимен изглед от централната част на града
- Улица в града
- Библиотеката
- Църква в Ла Шо дьо Фон
- Летището